# Ton Lutz
Antonius Cornelis (Ton) Lutz (Delft, 17 juni 1919 – Amsterdam, 3 mei 2009) was een Nederlands acteur, regisseur en artistiek leider. Hij was de oudste van de drie acterende broers Lutz (Luc en Pieter) en de oom van de eveneens acterende Joris Lutz. Hij was getrouwd met de actrice Ann Hasekamp. Naar hem is de Ton Lutzprijs vernoemd, een jaarlijkse prijs voor de beste afstudeerregie van Nederland.

## Biografie
Ton Lutz werkte na zijn middelbareschoolopleiding korte tijd als journalist bij de Nieuwe Delftse Courant, waar hij na enige tijd toneelrecensies mocht schrijven. In de oorlog probeerde hij zich aan te melden bij het Residentie Tooneel, maar werd afgewezen: "Jongeman, er zijn al zoveel non-valeurs aan het toneel." Hij meldde zich bij de Amsterdamse Toneelschool maar die opleiding werd in 1944 door de oorlog afgebroken.
Na de bevrijding stond Lutz mede aan de basis van de regionale omroep in Groningen. Samen met onder andere Gijs Stappershoef verzorgde hij vanuit een geïmproviseerde studio aan het Martinikerkhof uitzendingen via de draadomroep OPMC. Uit deze zender kwam later de Regionale Omroep Noord voort, de voorloper van de RONO en RTV Noord. In 1946 werd hij alsnog aangenomen bij het Residentie Tooneel. Daarna werkte hij voor verschillende gezelschappen, zoals het Nederlands Volkstoneel, Toneelgroep Comedia, de Nederlandse Comedie, het Rotterdams Toneel, Zuidelijk Toneel Globe en het Publiekstheater.
Ton Lutz was twee keer getrouwd. Op 31 juli 1946 trouwde hij in Delft met pianiste Tjakkina Gezina (Ina) Kranenborg (1919-2013). Uit dit huwelijk werden drie dochters geboren. Na hun scheiding in 1972 trouwde hij in Amsterdam op 28 maart 1973 met actrice Ann Hasekamp.
Lutz, die jarenlang aan de Leidsegracht woonde, overleed na een kort ziekbed op 3 mei 2009 te Amsterdam. Het archief van de acteur bevindt zich in de theatercollectie van Bijzondere Collecties van de Universiteit van Amsterdam.

## Loopbaan

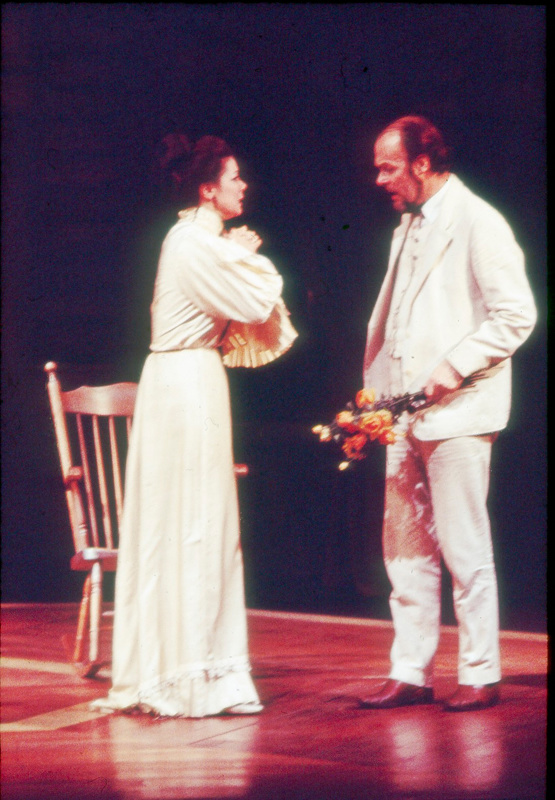
Ton Lutz (rechts), samen met Ann Hasekamp, in september 1969

Bij Zuidelijk Toneel Globe (een doorstart van Toneelgroep Ensemble in Eindhoven werd Lutz artistiek leider, als opvolger van Karl Guttmann. Hier bracht hij zijn grote kennis van Tsjechov in, opgedaan bij de Russische regisseur Pjotr Sjarov die na de Tweede Wereldoorlog in Nederland werkte. Hier werkte hij met onder anderen Petra Laseur, Femke Boersma, Jules Croiset, André van den Heuvel en Ann Hasekamp, zijn latere echtgenote. In 1962 regisseerde hij de opvoering van Gerrit Kouwenaars vertaling van Bertolt Brechts Leven van Galilei, waarin hij tevens zelf een rol speelde.
Bij het Publiekstheater, opgericht na de Aktie Tomaat, werd hij naast Hans Croiset artistiek leider. Vooralsnog speelde hij hoofdrollen, zoals in Antigone van Sophocles als Creon, en regisseerde hij onder andere stukken van Tsjechov, Sartre, Ionesco, Lars Norén en zijn versie van Hamlet. Hij werkte bij het Publiekstheater tot 1987.
Ook zijn kennismaking met toneelschrijver Hugo Claus is van groot belang voor het Nederlandse toneel: zijn regie van Een bruid in de morgen (1953) wekte grote beroering.
Hij speelde onder andere mee in de film Fanfare (1958) van Bert Haanstra.

## Prijzen
Hij won tweemaal de Louis d'Or, prijs voor beste Nederlandse acteur, in 1968 en 1983.

## Televisie
Op televisie was hij onder meer te zien in:
- Coverstory (1993-1995)
- De malle tennispet (1997)
- Lucifer (1981)
- Secret File, U.S.A. (1955)

## Stemacteur
Lutz was ook stemacteur. Zo deed hij de stem van de keizer in Mulan en Mulan II. Ook was hij in De kleine zeemeermin Grimbert en in Atlantis: De verzonken stad de koning van Atlantis.

## Hoorspelen
Op de radio was hij onder meer te horen in:
- Een bruid in de morgen (Hugo Claus - Coos Mulder) - Henri Pattini, de vader (VPRO, 30 oktober 1964)
- De gast (J.K. van Eerbeek - Wim Paauw) - een man en zijn gast (NCRV, 17 juli 1967)
- Grootkruis en maarschalkstaf (Jacques Audiberti - Willem Tollenaar) - Abbé Ragot (KRO, 3 oktober 1967)
- De kleinste liefde ter wereld (Miklós Gyárfás - Wim Paauw) - de man (NCRV, 11 oktober 1971)
- Dionyzos (Louis Couperus - Willem Tollenaar) - verteller (KRO, 16 oktober 1973)
- Mijn moeders courage (George Tabori - Willem Tollenaar) - Iglódi & snotneus (TROS, 7 februari 1981)
- Odysseia (Homerus in de vertaling (1991) van Imme Dros) (NCRV, 5 en 25 september 1994). Regie: Ingrid van Frankenhuyzen, soundscape Christoph Martin. In 1997 uitgebracht als luisterboek bij Athenaeum-Polak-Van Gennep
- De metamorphosen, episode 1 (Ovidius - Peter te Nuyl) - Deucalion (NPS, 8 september 1997)